# Centrale nucleare di Cattenom
La centrale nucleare di Cattenom è una centrale nucleare francese situata nella Lorena, sul territorio del comune di Cattenom, a nord di Thionville (10 km), a prossimità della Mosella e ai bordi del lago artificiale di Mirgenbach. La centrale si trova anche a prossimità del confine con il Lussemburgo (20 km a nord) e con la Germania (20 km a est).
L'impianto è composto da 4 reattori PWR operativi –  modello P4 REP 1300 – da 3 817MWt e da 1 362MWe. I 4 reattori di Cattenom fanno parte di un programma comprendente una serie di 20 reattori del modello P4 REP 1300 (2 Belleville, 4 Cattenom, 2 Flamanville, 2 Golfech, 2 Nogent, 4 Paluel, 2 Penly 2 Saint-Alban).